# Cálias III
Cálias (em grego:  Kαλλίας, transl. Kalías) foi um personagem da Grécia Antiga, célebre por sua extravagância e prodigalidade. Filho de Hipônico com uma parente de Péricles era um alcmeônida e membro da linhagem sacerdotal dos Cérices, uma das mais distintas famílias atenienses, sendo o terceiro a ter o nome de Cálias. Sua mãe, cujo nome é desconhecido, mais tarde se casou com Péricles, com quem teve os filhos Páralo e Xantipo. Sua irmã Hiparete se casou com Alcibíades; Plutarco comenta que segundo algumas versões o casamento foi arranjado por Hipônico, mas por outras foi Cálias que pagou dez talentos como dote, pagando outros dez quando Hiparete engravidou.
Os historiadores por vezes o designam Cálias III como forma de o distinguir de seu avô, Cálias ("Cálias II") e de seu avô, "Cálias I". A família era imensamente rica, e boa parte de sua fortuna havia vindo do aluguel de um grande número de escravos para trabalhar nas minas estatais de prata em Láurio. Foram considerados a família mais rica de Atenas, e possivelmente de toda a Grécia, e seu chefe frequentemente era denominado simplesmente de "ho plousios" (em grego "ο πλούσιος", "o rico"). A única família que a rivalizava em riqueza era a dos tiranos de Siracusa.
Acredita-se que Cálias deve ter herdado as riquezas da família em 424 a.C., o que estaria de acordo com acordo com sua menção na comédia Os Bajuladores, de Eupolis (421 a.C.), onde é descrito como tendo acabado de receber uma herança. Em 400 a.C. envolveu-se numa tentativa de destruir a carreira do orador ático Andócides, acusando-o de sacrilégio por ter colocado um ramo, como forma de súplica, no altar do templo de Elêusis durante a comemoração dos Mistérios. De acordo com Andócides, no entanto, o ramo havia sido colocado pelo próprio Cálias.
Em 392 a.C. recebeu o comando das tropas atenienses, fortemente armadas, que derrotaram em Corinto um regimento (mora) espartano comandado por Ifícrates.
Cálias era proxenus hereditário (aproximadamente equivalente a um cônsul moderno) em Esparta e, como tal, foi escolhido como um dos enviados que receberam autoridade para negociar a paz com aquela cidade, em 371 a.C.. Nesta ocasião Xenofonte relatou que Cálias teria apresentado um discurso absurdo, onde glorificava a si mesmo.
Diz-se que teria dissipado toda a sua herança em sofistas, bajuladores e mulheres. Este tipo de comportamento tornou-se evidente tão cedo em sua vida que costumava ser chamado, mesmo antes da morte de seu país, de "gênio mal" de sua família.
Uma cena do Banquete de Xenofonte, bem como outra do Protágoras de Platão, se passam na casa de Cálias. Nesta última, em especial, o personagem de Cálias é descrito como um diletante, altamente entretido com os duelos intelectuais de Protágoras e Sócrates.
Cálias teria atingido uma situação de pobreza tão grave a ponto de ter que mendigar, algo referido pelo sarcasmo de Ifícrates ao chamá-lo de metragyrtes, no lugar de daduchos. Ficou pobre a ponto de não conseguir pagar pelas necessidades mais básicas da vida. Deixou um filho legítimo chamado Hipônico.